# Абрамово (Владимирская область)
Абрамово — деревня в Меленковском районе Владимирской области России, входит в состав Денятинского сельского поселения.

## География
Деревня расположена в 12 км на северо-восток от центра поселения села Денятино и в 31 км на северо-восток от города Меленки.

## История
Деревня впервые упоминается в окладных книгах Рязанской епархии 1676 года в составе Васильевского прихода, в ней было 19 дворов крестьянских.
В конце XIX — начале XX века деревня входила в состав Папулинской волости Меленковского уезда, с 1926 года — в составе Муромского уезда. В 1859 году в деревне числилось 32 двора, в 1905 году — 63 двора, в 1926 году — 69 дворов.
С 1929 года деревня являлась центром Абрамовского сельсовета Меленковского района, с 1940 года — в составе Папулинского сельсовета, с 2005 года — в составе Денятинского сельского поселения. 

## Население
| 1859 | 1905 | 1926 | 2002 | 2010 | 2021 |
| ---- | ---- | ---- | ---- | ---- | ---- |
| 213  | ↗339 | ↗354 | ↘2   | ↘1   | ↗20  |